# Соломка

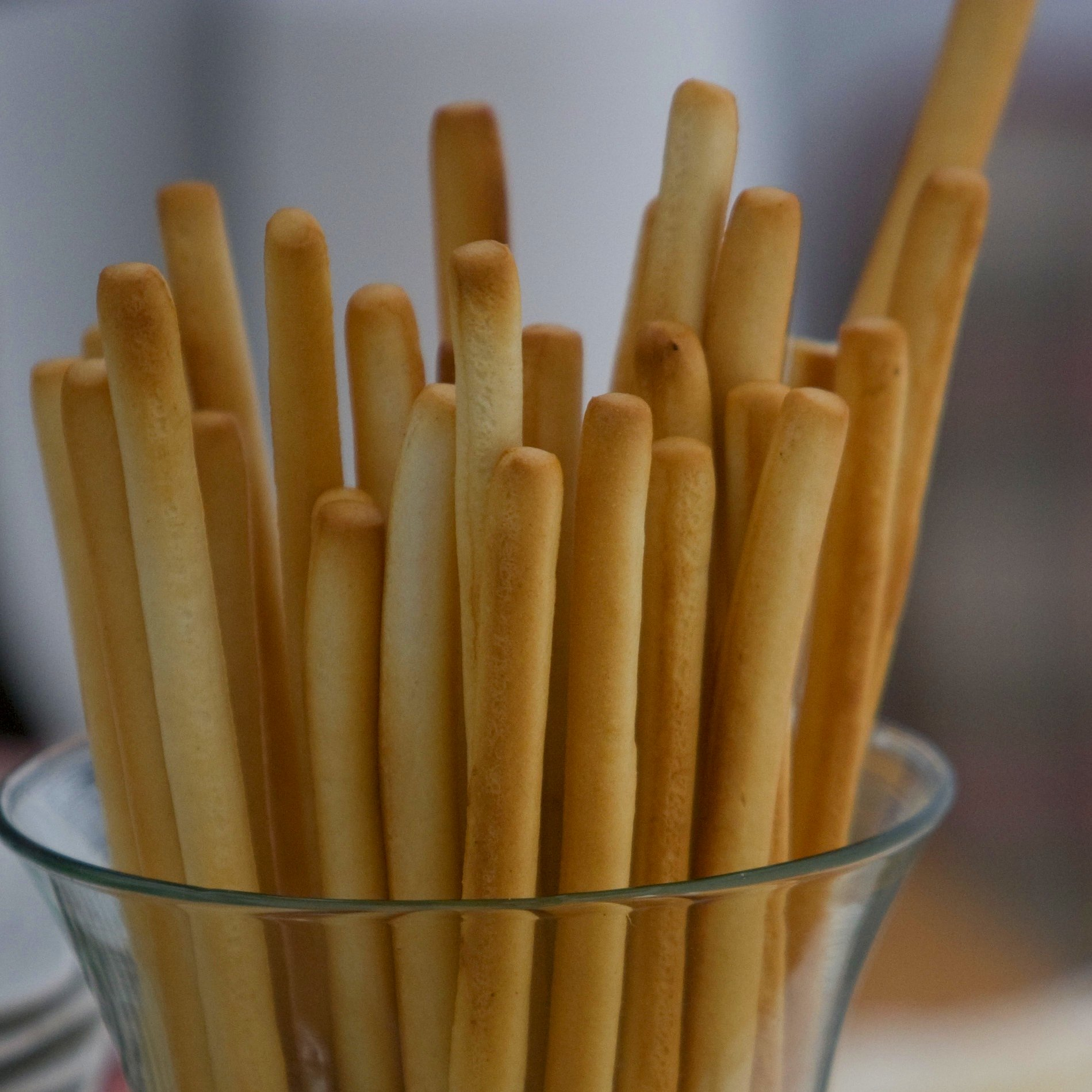
Італійська соломка.

Соло́мка — хлібобулочний виріб крихкої структури і зниженої вологості у вигляді тонких паличок (товщиною не більше ніж 8 мм, а довжиною до 30 мм) жовтого чи світло-коричневого кольору з гладкою (інколи шорсткуватою чи рифленою) поверхнею.
Класична соломка виготовляється з борошна пшеничного (подекуди в суміші з іншими видами борошна, зокрема ячмінного або кукурудзяного), води, цукру, дріжджів, жиру (зазвичай вершкового масла або маргарину) та солі. У сировину може входити також олія (соняшникова або гірчична), сухе молоко, яйця, ванілін, ароматизатори, харчові добавки тощо. За зовнішніми ознаками соломка має бути добре пропеченою, без ознак непромісу. Виготовляється на механізованих лініях або ручним способом.
Саме вироблення регулюється вимогами стандарту. В Україні на заміну радянського ГОСТ 11270–88 Изделия хлебобулочные. Соломка, було прийнято національний стандарт ДСТУ-П 4586:2006 Вироби хлібобулочні. Соломка.
За ДСТУ, дозволено наявність невеликої пласкості на стороні, яка перебувала на поду, незначна вигнутість паличок, наявність паличок, які злиплися у кількості: для вагової — не більше ніж 2 % від маси у ящику, а для фасованої — не більше ніж 6 % від маси в коробці, пачці.
Соломка, яка за розмірами та формою не відповідає нормам, вказаним в рецептурі — вважають ломом, довжиною менше ніж 20 мм — крихтою.
Соломку треба зберігати в сухих, добре провітрюваних приміщеннях, не заражених шкідниками хлібних запасів, за температури не вище ніж 25 оС і відносній вологості повітря від 65 % до 75 %.

## Класифікація (заДСТУ)
Залежно від рецептури соломку виготовляють: 
- без добавок;
- з добавками (кава, какао-порошок, мак, ванілін та інші види ароматизаторів чи смакових добавок).

Залежно від способу виробництва соломка у перерізі може бути 
- округла,
- овальна,
- прямокутна
- або іншої форми.

Поверхня соломки може бути частково або повністю оздоблена: 
- глазур’ю (шоколадною, кондитерською тощо);
- посипками (сіллю, цукром, цукровою пудрою, маком, какао-порошком, горіховими чи вафельними крихтами, шоколадною або карамельною крупкою тощо);
- нанесенням різного виду фігурного рисунку (насічок) на поверхню;
- іншими видами оздоблення.